# Johann Wilhelm Hittorf
Johann Wilhelm Hittorf (n. 27 martie 1824, Bonn, Regatul Prusiei – d. 28 noiembrie 1914, Münster, Germania) a fost un fizician și chimist german cunoscut îndeosebi pentru studiile sale despre conductivitatea electroliților. A introdus numerele de transport ionic.